# Mirjam Weerd
Mirjam Weerd (* 7. September 1975) ist eine ehemalige Triathletin aus den Niederlanden und mehrfache nationale Meisterin.

## Werdegang
Mirjam Weerd gewann 2007 in ihrer Altersklasse in Monaco den Triathlon auf der halben Ironman-Distanz (Ironman 70.3: 1,9 km Schwimmen, 90 km Radfahren und 21,1 km Laufen) und konnte sich für einen Startplatz bei der Weltmeisterschaft 2008 auf Hawaii qualifizieren.

### Profi-Athletin seit 2010
Sie startet seit 2010 als Profi-Athletin.
2012 wurde sie zum bereits vierten Mal in Folge niederländische Triathlon-Meisterin auf der Mitteldistanz.
Ende des Jahres 2016 konnte die damals 41-Jährige das „European Bonus Ranking“ der Challenge Family für sich entscheiden. Seit 2016 tritt sie nicht mehr international in Erscheinung.

## Sportliche Erfolge
| Datum/Jahr    | Rang | Wettbewerb                                           | Austragungsort   | Zeit     | Bemerkung                                                                    |
| ------------- | ---- | ---------------------------------------------------- | ---------------- | -------- | ---------------------------------------------------------------------------- |
| 10. Sep. 2016 | 6    | NED Sprint Distance Triathlon National Championships | Veenendaal       | 01:00:45 |                                                                              |
| 2012          | 1    | NED Middle Distance Triathlon National Championships | Niederlande      |          |                                                                              |
| 4. Sep. 2011  | 3    | Challenge Walchsee-Kaiserwinkl                       | Walchsee         |          |                                                                              |
| 19. Juni 2011 | 2    | Salzburgerland Triathlon                             | Kuchl            | 01:53:15 | Zweite hinter Yvonne van Vlerken                                             |
| 10. Apr. 2011 | 4    | Ironman 70.3 Texas                                   | Galveston Island |          |                                                                              |
| 2011          | 1    | NED Middle Distance Triathlon National Championships | Niederlande      |          |                                                                              |
| 2010          | 1    | NED Middle Distance Triathlon National Championships | Niederlande      |          |                                                                              |
| 2009          | 1    | NED Middle Distance Triathlon National Championships | Niederlande      |          |                                                                              |
| 2. Sep. 2007  |      | Ironman 70.3 Monaco                                  | Monaco           | 05:20:24 | 1. Rang AK30 und damit qualifiziert für einen Startplatz beim Ironman Hawaii |

| Datum/Jahr    | Rang | Wettbewerb                                         | Austragungsort | Zeit     | Bemerkung                                         |
| ------------- | ---- | -------------------------------------------------- | -------------- | -------- | ------------------------------------------------- |
| 10. Sep. 2016 | 1    | NED Long Distance Triathlon National Championships | Almere         | 09:20:59 | beim Challenge Almere-Amsterdam                   |
| 30. Sep. 2012 | 2    | Challenge Barcelona-Maresme                        | Barcelona      | 09:07:25 |                                                   |
| 8. Juli 2012  | 6    | Challenge Roth                                     | Roth           | 09:02:39 | Triathlon-Europameisterschaft auf der Langdistanz |
| 17. Juni 2012 | −    | Ironman Regensburg                                 | Regensburg     | DNF      |                                                   |
| 20. Nov. 2011 | 16   | Ironman Arizona                                    | Tempe          | 09:45:50 |                                                   |
| 12. Sep. 2010 | 3    | Ironman Wisconsin                                  | Madison        | 09:52:25 | [ 4 ]                                             |
| 25. Apr. 2010 | 4    | Ironman South Africa                               | Port Elizabeth |          |                                                   |
| 5. Juli 2009  | 6    | Ironman Germany                                    | Frankfurt      | 09:45:50 |                                                   |
| 11. Okt. 2008 |      | Ironman Hawaii                                     | Hawaii         | 11:39:00 | erster Ironman-Start                              |

| Datum/Jahr    | Rang | Wettbewerb       | Austragungsort    | Zeit     | Bemerkung                                                                                  |
| ------------- | ---- | ---------------- | ----------------- | -------- | ------------------------------------------------------------------------------------------ |
| 19. Apr. 2009 | 8    | Powerman Holland | Horst aan de Maas | 03:10:21 | Powerman-Europameisterschaft im Duathlon (15 km Laufen, 60 km Radfahren und 7,5 km Laufen) |

(DNF – Did Not Finish)